# Jaktacje
Jaktacje (zaburzenia snu z rytmicznymi ruchami ciała, ang. rhythmic movement disorder, RMD) – zaburzenie snu występujące najczęściej u 3-15% dzieci w wieku 4-8 lat, objawiające się występowaniem rytmicznych, stereotypowych ruchów głowy lub całego ciała o częstotliwości 0,5–2 Hz podczas zasypiania lub budzenia się ze snu płytkiego. Jaktacje trwają od kilku do kilkunastu minut. Występowanie tego zaburzenia u dorosłych nie przekracza 1%.